# 工口×工口
工口×工口（こうぐち こうぐち）は、現在ラジオ関西のアニたまどっとコム枠内で放送されているラジオ番組「ロンハールーム」の旧番組名。パーソナリティは石川"ロング"英郎と諏訪部"ハード"順一。

## 概要
2007年4月8日開始。当初の放送時間は毎週土曜日2：00 - 3:00（金曜日深夜）であったが毎週月曜日0:00 - 1:00（土曜日深夜）を経て、現在は毎週日曜日1:00 - 2:00（土曜日深夜）になっていたが、2022年4月より毎週日曜日0:00 - 1:00（土曜日深夜）に放送。

### 工口×工口
タイトルは漢字で「工口」と表記するが、意味は「エロ (ero)」である。以下、注意書きがない限り漢字の「工口」で「こうぐち」と読む。2009年3月までの公式サイトは、一昔前のアダルトサイトを模したバナーのほかにアニたまどっとコム関連の隠しリンクなどがある。
- 神谷浩史、野島裕史など、同業者（声優）も聞いていることがある。そのため、他の番組内でもたまに話題になっている。
- 2007年8月3日にラジオCD『夜の通信教育講座　左右×左右　基本プログラム』を発売した。新規録音の「基本プログラム」と番組ダイジェスト版の「復習編」の2枚組。アニたまSHOPで通販する他、2007年7月29日のラジオ関西まつりで先行販売された。このCDの宣伝のために2007年7月29日放送の『青春ラジメニア』に数分出演した。
- 収録は原則として毎週月曜日の昼頃に東京・銀座にあるラジオ関西東京支社内スタジオで行われている。普通、収録曜日など決して言わないはずだが、この番組と『集まれ昌鹿野編集部』に限り、何の躊躇いも無く公表している。
- 番組開始以来スポンサーがおらずに募集を続け、2007年9月29日放送回にスポンサーが現れたと発表し、10月5日放送回からマリン・エンタテインメントがスポンサードする。
- 第5回の実験で使った擬似精液[4]付きのティッシュなどを、後に収録する『昌鹿野』のために悪戯心で放置して、小野坂昌也に怒られた。
- 第2回の放送ではコンドームの強度を測るために、白昼堂々、銀座にあるスタジオの2階の窓から水を入れて落とすという実験を行った。
- インターネットコミュニティ「mixi」の参加を促しており、2007年内に1000人を目指していたが届かなかった。現在は1000人越えており、コミュニティ人数を超えた声優をゲストに招く予定である。
- 2007年12月26日に、第26回までのラジオ放送が全部入った音声CD『今までの工口×工口 全部入り』を、2007年12月31日に『夜の通信教育講座　左右×左右　応用プログラム』をそれぞれ発売する。
- 2007年12月31日に神戸新聞松方ホールで初めて公開録音する。
- 2008年3月30日に東京国際アニメフェア2008ラジオ関西ブースで「ロンハールーム 春のパ～ンまつり」を実施。
- 2008年5月28日にMP3CD第2弾『今までの工口×工口 全部入り 弐』をリリース。
- 2008年7月21日に東京・世田谷区民会館で、「夏の日の0721（オナニー）」と題して、2回目の公開録音を実施。奇しくもこの回が第69回放送分であったため、公録では「オナニー&シックスナインの回」とも呼ばれた。
- 実験で使用した亀甲縛り状態のダッチワイフを顔だけ出してブース内のカーテンで隠していたところ、次に来た週刊!アニたま水曜日のやまけんと鳥海浩輔が驚き、「愛でさせて戴きます」というメールが石川宛に来た。
- 2008年12月26日MP3CD第3弾『今までの工口×工口 全部入り 参』をリリース。

### ロンハールーム
2009年4月3日放送日より番組名を「ロンハールーム」に変更した。
- 2009年7月31日に『夜の通信教育講座 左右×左右 究極プログラム』をリリース。
- 2009年9月2日に工口×工口第108回までのラジオ放送が全部入ったMP3CD第4弾『今までの工口×工口 全部入り 四』をリリース。
- 2009年9月13日に神戸国際会議場メインホールで公開録音実施。
- 2010年3月28日に東京国際アニメフェア2010ラジオ関西ブースで「ロンハールーム 春のパ～ンまつりR」を実施。
- 2010年4月28日にロンハールーム第26回までのラジオ放送が全部入ったMP3CD第5弾『ロンハールーム 全部入り』をリリース。
- 2010年9月10日に『ロンハールームDJCD vol.1 ロンハーEXPO CD01』をリリース。
- 2010年9月19日に神戸国際会議場メインホールで、ロンハールームとして2回目の公開録音実施。この日を数字に引っ掛けて「クーッイクの日」と決まった（7月30日放送分で）。
- 2010年10月15日にMP3CD第6弾『ロンハールーム 全部入り2』をリリース。
- 2011年3月25日のロンハールーム第104回OPでは東京国際アニメフェア2011の中止に伴い「ロンハールーム 春のストーンまつり2011」の延期、EDはこの回を以ってマリン・エンタテインメントがスポンサーから外れる事が発表された。
- 2011年5月15日に第41回神戸まつりアニたまSHOPブースで「ロンハールーム 春のストーン祭り2011」を実施。『ロンハールーム 全部入り3』が先行販売された。イベント宣伝のため4年ぶりに2011年5月14日放送の『青春ラジメニア』へ数分出演した。
- 2011年5月20日のロンハールーム第112回は『青春ラジメニア』のゲスト出演前に初めてラジオ関西本社スタジオで収録され、この回のみ番組名を『帰ってきた 工口×工口』として復活した。
- 2011年9月18日に神戸市北区民文化センター大ホールでロンハールーム3回目の公開録音実施。『ロンハールーム 全部入り4』が先行販売した。イベント宣伝のため2011年9月18日放送の『青春ラジメニア』へ数分出演し、ロンハールーム第127回で岩崎は自分の愛称を「カーブ」として、南かおりは「アルプス（南アルプス）」と愛称を付けた。
- 2012年4月6日の第158回でロンハールーム発のアイドルユニット「イッシー&はじめ」の企画を発表した。
- 2012年8月3日の第175回からイッシー&はじめ どんくらいフレンドのコーナーのみに日本コロンビアがスポンサーに付いた。
- 2012年9月16日に神戸六甲アイランド KFMホール“イオ”でロンハールーム4回目の公開録音実施。公開録音終了後に『イッシー&はじめ ファーストファンミーティング』を実施。
- 2012年11月11日にアニメイト名古屋店、横浜店で『イッシー&はじめ セカンドファンミーティング』を実施。
- 2012年12月8日の第193回よりコーナーのみだった日本コロムビアが番組スポンサーとなり、OPがフリー音源から青春ラブ!!に変わった。
- 2012年12月29日の第196回で工口時代から数えて通算300回、2013年1月4日の通算第301回目の放送は番組初の生放送を行った。
- 2013年2月5日のロンハールーム第201回放送より3度目のスポンサー無しに戻った。
- 2013年12月10日に2度目の生放送した。
- 2015年3月14日の第311回に「放送枠大幅改編のために4月5日の第314回放送から、毎週土曜日2:00 - 3:00（日曜日深夜）から月曜日0:00 - 1:00（日曜日深夜）移動する」と発表した。
- 2017年1月9日に3度目の生放送した。
- 2017年1月29日に新神戸オリエンタル劇場でロンハールーム5回目の公開録音「ロンハーEXPO2017」した。
- 2025年4月6日よりぎふチャンでのネットを開始（毎週日曜22:00 - 23:00）、前身番組を含めて初めてのネット局となった。

## 過去のコーナー
2021年現在、特にコーナーは無い。
突撃隣の晩おかず
工口のおかずを紹介し、ロングとハードの2人が実際に試したりするコーナー
コーナー開始時は元ネタにちなんで「ヨネスケでーす」と言うのが恒例。
工口にしか見えない
工口ではないが工口にしか見えないものを紹介するコーナー
工口できるかな?
工口に関する実験をするコーナー
人生最後の工口
人生の最後にやりたい工口を紹介するコーナー
工口なつかしい
工口なつかしい単語、人名、フレーズを紹介コーナー
実録!我が家の工口事情
親の工口現場、又は工口を思わせる何かの目撃情報を紹介するコーナー
工口オンデマンド
工口ビデオやホテル等のおバカな名前を発見し、紹介するコーナー
工口の知恵袋
工口チャンピオン 深夜の発明王決定戦
一人工口のヤリ方をリスナーが発明して紹介するコーナー
2008年5月10日放送現在のチャンピオンは「マシュマロfeat.グミ」
工口デビュー戦
一人工口四十八手
男性の一人工口における様々な技をあみ出し、新たなる四十八手を作り出すコーナー
最終的に四十八手柄の手ぬぐいを作る予定で、2007年度年内最後の放送で無事四十八手を達成し、2008年度版四十八手を募集した。手ぬぐいは、鳥獣戯画風の絵柄を依頼した。
工口怖い話
工口にまつわる怖い話、怖い体験などを紹介するコーナー
明解工口辞典
工口に関する言葉でわからないことをロングさんとハードさんに教えてもらうコーナー
世界の射精から
2008年7月21日に世田谷で公開録音した第69回放送分限定。当日は「0721＝オナニーの日」で、オナニーにまつわる知識を紹介するコーナー。コーナータイトルの元ネタはテレビ朝日の番組「世界の車窓から」。
レジェンド探偵団
過去にアニたま枠で放送された番組同様、身の回りの怪現象を紹介するコーナー。
変身コーナー（仮称）
新しい仮面ライダーとスーパー戦隊の変身アイテムを勝手に考えるコーナー。
イッシー&はじめ どんくらいフレンド
第175回（2012年8月4日放送分） - 第192回（2012年11月30日放送分）の番組内番組で、放送中はこのコーナーのみにスポンサーがいた。

## ゲスト
工口×工口
- 第12回 河本"フレッシュ"啓佑
- 第18回 鹿野優以

ロンハールーム
- 第21回 日野聡、立花慎之介
- 第92回 河本"フレッシュ"啓佑
- 第127回 岩崎"カーブ"和夫
- 第138回 鹿野"うぇっ"優以
- 第188回 森久保"ドライ"祥太郎
- 第230回 富士川碧砂
- 第244回 森久保祥太郎
- 第246回 たかはし智秋[8]

## 余談
- 2007年10月20日放送分では石川"ロング"英郎は風邪引きでマスク付き、諏訪部"ハード"順一は完徹で顔がむくみ腫れて（さらに一日徹夜確定状態）、構成作家は行方不明（収録途中にスタジオ到着）、スポンサーのマリン・エンタテインメントの担当者は運動会の綱引きで負傷して松葉杖を突いている（翌週に入院）、状態で収録した。
- ロングさんのIHI理論（あいえいちあいりろん）

ロングこと石川英郎のイニシャルがHIであることから、「HI=エッチの後には愛がある」とする理論。石川島播磨重工業株式会社が社名をIHIに変えたことから、「IHI=エッチの前にも後にも愛がある」ともする。石川"ロング"英郎は、IHIに全く関係がない。「エッチは愛を確認する行為」で、コンドームを使用したセーフセックスを推奨している。
- 2008年5月24日放送分で石川"ロング"英郎が寝坊のため収録に遅刻し、オープニングは電話でトークするという事態が起こった。ちなみに収録日の前日は石川英郎が所属するAN's ALL STARSのライブが行われた。ライブ後、諏訪部順一に「これから打ち上げです。どうなるかわかりません。明日はごめん。」というメールがきていたらしい。
- 月曜日に収録するため、イベントやライブを行った翌日に収録日が当たり、パーソナリティー2人が疲れている場合が多く、その場合は主にコーナー終了時に「バイバイ」を連発する。
- ロングこと石川英郎は物理のテストで2点をとったことがあるらしいしかも丸じゃなくて三角で。（本人談）
- 2009年9月8日の公開録音で、企画段階ではこの番組のパーソナリティは石川と諏訪部ではなく青二と俳協の若手女性声優2人でこの放送枠に1時間番組が作られる筈だったが色々あって不可能になり、マネージャーに経緯を話された石川と諏訪部が簡単に引き受けたが、2人共お互いの事務所の若手が来ると思っていたと明かされた。
- ロンハールーム第32回（2009年11月6日放送）でAKB48の話題からSKE48を勘違いしてSKBと発言した事から、イベントに向けてSKB69[9]（エスケービー シックスティナイン）のメンバーをリスナーから募集する事になり、2010年9月19日に行われた公録のOPでデビュー曲の「lonely night」[10]と共に披露されたが、結成と同時に解散となった。
- 2011年1月22日放送分でロンハーEXPO CD01のジャケット裏の写真に写っている「セタガヤストーン」のパワーで成金になった人物がラジオ関西東京支社の支社長になったと報告される。
- 2011年4月30日放送分で第41回神戸まつりのアニたまSHOPで購入した番組関連グッズの点数シールを専用台紙に貼って集めると、200名（各回先着100名）に「セタガヤストーン[11]」を手渡しするイベント「ロンハールーム 春のストーンまつり2011」の実施を発表した[12]。
- 番組が月曜収録だった時期のハッピーマンデーは、銀座周辺を歩きながら外で収録していた。
- 第206回（2013年3月9日放送）の冒頭では仮面ライダーGIRLSからのCD宣伝を含むコメントが流れたので、2人はユニット名『仮面ライダーおじさん』で、諏訪部がゼクロス担当、石川がシン担当と勝手に名乗った。この回のみEDが仮面ライダーGIRLSの『Just The Beginning』になった。

## ラジオCD
- 夜の通信教育講座　左右×左右　基本プログラム
  - DISK-1 基本プログラム
  - DISK-2 復習
- 今までの工口×工口 全部入り
  - MP3CD(1)：第1回 - 第13回放送分を収録
  - MP3CD(2)：第14回 - 第26回放送分を収録
- 夜の通信教育講座　左右×左右　応用プログラム
  - DISK-1 応用プログラム
  - DISK-2 復習
- 今までの工口×工口全部入り弐
  - MP3CD(1)：第27回 - 第39回放送分を収録
  - MP3CD(2)：第40回 - 第52回放送分を収録
- 今までの工口×工口全部入り参
  - MP3CD(1)：第53回 - 第65回放送分を収録
  - MP3CD(2)：第66回 - 第78回放送分を収録
- 夜の通信教育講座 左右×左右 究極プログラム
  - DISK-1 究極プログラム
  - DISK-2 復習
- 今までの工口×工口全部入り四
  - MP3CD(1)：第79回 - 第91回放送分を収録
  - MP3CD(2)：第92回 - 第108回[13]放送分を収録
- ロンハールーム 全部入り
  - MP3CD(1)：第1回 - 第13回放送分を収録
  - MP3CD(2)：第14回 - 第26回放送分を収録
- ロンハールームDJCD vol.1「ロンハーEXPO CD01」
  - DISK-1 EXPO DISK
  - DISK-2 BONUS DISK
- ロンハールーム 全部入り2
  - MP3CD(1)：第27回 - 第39回放送分を収録
  - MP3CD(2)：第40回 - 第52回放送分を収録
- ロンハールーム 全部入り3
  - MP3CD(1)：第53回 - 第65回放送分を収録
  - MP3CD(2)：第66回 - 第78回放送分を収録
- ロンハールームDJCD vol.2「ロンハーEXPO CD02」
  - DISK-1 EXPO DISK「レジェンド探偵団」
  - DISK-2 BONUS DISK
- ロンハールーム 全部入り4
  - MP3CD(1)：第79回 - 第91回放送分を収録
  - MP3CD(2)：第92回 - 第108回放送分を収録
- ロンハールームDJCD vol.3「ロンハーEXPO CD03」
  - DISK-1 EXPO DISK「まるっと1本うんこです」
  - DISK-2 BONUS DISK
- ロンハールーム 全部入り5
  - MP3CD(1)：第109回 - 第117回放送分を収録
  - MP3CD(2)：第118回 - 第131回放送分を収録
- ロンハールームDJCD vol.4「ロンハーEXPO CD04」
  - DISK-1 EXPO DISK「どっちがもってるか選手権」「トークカードバトル」
  - DISK-2 BONUS DISK ゲスト：たかはし智秋
- ロンハールーム 全部入り6
  - MP3CD(1)：第132回 - 第144回放送分を収録
  - MP3CD(2)：第145回 - 第157回放送分を収録
- ロンハールームDJCD vol.5「ロンハーEXPO CD05」
  - DISK-1 EXPO DISK「健康」
  - DISK-2 BONUS DISK 美味しいビールを飲みながら健康になろう
- ロンハールーム 全部入り7
  - MP3CD(1)：第158回 - 第170回放送分を収録
  - MP3CD(2)：第171回 - 第183回放送分を収録
- ロンハールームDJCD vol.6「ロンハーEXPO CD06」
  - DISK-1 EXPO DISK
  - DISK-2 BONUS DISK
- ロンハールーム全部入り8
  - MP3CD(1)：第184回 - 第196回放送分を収録
  - MP3CD(2)：第197回 - 第209回放送分を収録
- ロンハールーム全部入り9
  - MP3CD(1)：第210回 - 第222回放送分を収録
  - MP3CD(2)：第223回 - 第235回放送分を収録
- ロンハールーム全部入り10
  - MP3CD(1)：第236回 - 第248回放送分を収録
  - MP3CD(2)：第249回 - 第261回放送分を収録
- ロンハールームDJCD vol.7「ロンハーEXPO CD07」
  - DISK-1 EXPO DISK
  - DISK-2 BONUS DISK
- ロンハールーム全部入り11
  - MP3CD(1)：第262回 - 第274回放送分を収録
  - MP3CD(2)：第275回 - 第287回放送分を収録

## 音楽CD

### 青春ラブ!!
- イッシー&はじめ のデビューシングル。アニたまSHOPで購入するとファーストファンミーティングの参加券、全国のアニメイト（徳島店を除く）で予約・購入し応募用紙で応募すると抽選でセカンドファンミーティング参加券が貰えた。ロンハールーム第193回（2012年12月7日放送分）からは番組のOPとして使われている。

1. 青春ラブ!!（作詞：岩室先子　作曲：清岡千穂　編曲：DY-T）
2. ボクはロミオ（作詞：岩室先子　作曲：小内喜文　編曲：DY-T）
3. 青春ラブ!! -inst-
4. ボクはロミオ -inst- Produced by 石川英郎＆諏訪部順一

## その他のグッズ
販売終了した物・セット購入プレゼント・福袋プレゼントを含む。
- ウホッ! いいコンドーム[14]
- Tシャツ
  - よい豚Tシャツ
  - FREE TALK Tシャツ
  - フィッシュダンスTシャツ
  - ハードロングコウベTシャツ
  - よい熊Tシャツ[15]
  - 長硬Tシャツ
  - FREE TALK 2015 Tシャツ
  - ロンハールーム500Tシャツ
- マフラータオル
  - Yes No マフラータオル
  - よいくま♂♀タオル
  - 放送開始500回記念FREE TALKマフラータオル
- バッグ
  - よい豚 エコバッグ
  - よい豚 NEWトートバッグ
  - よいくまトートバッグ
- ラバーストラップ
  - よいくまラバーストラップ
  - よいくま子ラバスト
  - よいぶたラバーストラップ
  - 新作よいぶたラバーストラップ
  - 金のよいぶたラバーストラップ